# Hexatoma seticornis
Hexatoma seticornis är en tvåvingeart som beskrevs av Alexander 1949. Hexatoma seticornis ingår i släktet Hexatoma och familjen småharkrankar. Inga underarter finns listade i Catalogue of Life.